# Aptostichus barackobamai
Aptostichus barackobamai  (лат.) — вид мигаломорфных пауков из семейства Euctenizidae. Эндемик США. Широко распространён в смешанных и хвойных лесах в североцентральной части штата Калифорния (округа: Мендосино, Napa, Shasta, Sutter и Tehama). Размер карапакса около 5 мм. Хелицеры, карапакс и ноги тёмно-красные; брюшко красновато-коричневое.

## Этимология
Вид впервые описан в 2012 году американским зоологом Джейсоном Бондом (англ. Jason E. Bond; Auburn University Museum of Natural History, Auburn, штат Алабама) и назван в честь Президента США Барака Обамы (англ. Barack Obama).